# Herpetospermum darjeelingense
Herpetospermum darjeelingense är en gurkväxtart som först beskrevs av Charles Baron Clarke, och fick sitt nu gällande namn av H.Schaef. och S.S.Renner. Herpetospermum darjeelingense ingår i släktet Herpetospermum och familjen gurkväxter. Inga underarter finns listade i Catalogue of Life.